# عظیم‌آباد (کهریزک)
عظیم‌آباد (کهریزک)، روستایی از توابع شهرستان کهریزک در استان تهران ایران است.

## جمعیت
این روستا در شهرستان کهریزک قرار دارد و براساس سرشماری مرکز آمار ایران در سال ۱۳۸۵، جمعیت آن ۲۸۸ نفر (۷۳خانوار) بوده‌است.